# 14. Nemzetközi Fizikai Diákolimpia
A 14. Nemzetközi Fizikai Diákolimpiát (1983) Romániában, Bukarestben rendezték. Tizenhat ország nyolcvan versenyzője vett részt.
A magyar csapat három III. díjat (bronzérmet) szerzett, ezzel 5. lett az országok közötti pontversenyben. 

(Az elérhető maximális pontszám: 5×50=250 pont volt)

## Országok eredményei pont szerint
|     | Ország        | Pont     | Arany | Ezüst | Bronz |
| --- | ------------- | -------- | ----- | ----- | ----- |
| 1.  | Szovjetunió   | 191,75   | 3     | 1     | 1     |
| 2.  | Románia       | 188,25   | 2     | 3     | 0     |
| 3.  | NSZK          | 153      | 0     | 2     | 2     |
| 4.  | Csehszlovákia | 147      | 1     | 1     | 1     |
| 5.  | Magyarország  | 134,25   | 0     | 0     | 3     |
| 6.  | Lengyelország | 133,5    | 0     | 2     | 1     |
| 7.  | Bulgária      | 131,75   | 1     | 0     | 1     |
| 8.  | Vietnám       | 114,25   | 0     | 0     | 1     |
| 9.  | Franciaország | 111,75   | 0     | 0     | 1     |
| 10. | NDK           | 110,25   | 0     | 0     | 2     |
| 11. | Jugoszlávia   | 101,75   | 0     | 0     | 1     |
| 12. | Finnország    | 90,75    | 0     | 0     | 0     |
| 13. | Hollandia     | 89,5     | 0     | 1     | 0     |
| 14. | Svédország    | 88,5     | 0     | 0     | 0     |
| 15. | Ausztria      | 76       | 0     | 0     | 0     |
| 16. | Kuba          | 68,25(?) | 0     | 0     | 0     |

## A magyar csapat
A magyar csapat tagjai voltak:
| Név           | Iskola                           | Város     | Évfolyam | Pontszám | Díj   |
| ------------- | -------------------------------- | --------- | -------- | -------- | ----- |
| Fent János    | Ságvári Endre Gyakorló Gimnázium | Budapest  | III.     |          | Bronz |
| Náray Miklós  | I. István Gimnázium              | Budapest  | IV.      |          | Bronz |
| Gyuricza Béla | Verseghy Ferenc Gimnázium        | Szolnok   | IV.      |          | Bronz |
| Frei Zsolt    | Nagy Lajos Gimnázium             | Pécs      | IV.      |          |       |
| Árkossy Ottó  | Dobó Katalin Gimnázium           | Esztergom | IV.      |          |       |

A csapat vezetői Szép Jenő és Takács László voltak.